# البريكست في الثقافة الشعبية
البريكست هو المصطلح الشائع في الإشارة إلى انسحاب المملكة المتحدة من الاتحاد الأوروبي في 31 يناير 2020، والذي حصل نتيجة استفتاء عام في 23 يونيو 2016. يرد في هذه المقالة تفاصيل الردود الناقدة لهذا القرار والتي تجلت من خلال الفنون المرئية والروايات والمسرح والسينما.

## خلفية
أجرت الحكومة البريطانية برئاسة ديفيد كاميرون، رئيس وزراء المملكة المتحدة السابق، استفتاء بقاء المملكة المتحدة ضمن الاتحاد الأوروبي 2016 وكانت أغلبية الأصوات لصالح المغادرة. في 29 مارس 2017، استندت إدارة تيريزا ماي إلى المادة 50 من معاهدة الاتحاد الأوروبي في رسالة إلى رئيس المجلس الأوروبي، دونالد تاسك. اتُفق على مغادرة المملكة المتحدة الاتحاد الأوروبي في 29 مارس 2019، ما لم يُوافق على اتفاقية انسحاب المملكة المتحدة لبريطانيا العظمى وأيرلندا الشمالية من الاتحاد الأوروبي والمجموعة الأوروبية للطاقة الذرية من قبل مجلس العموم، وفي هذه الحالة كانت ستغادر المملكة الاتحاد الأوروبي في مايو 2019. عندما لم يُصدق على الاتفاقية من قبل البرلمان البريطاني، تفاوضت رئيسة الوزراء تيريزا ماي على تأجيل آخر للمغادرة حتى 31 أكتوبر 2019. في وقت لاحق من ذلك العام، أجل الانسحاب لمدة ثلاثة أشهر أخرى، وفي محاولة من رئيس الوزراء بوريس جونسون لتمرير صفقته المُعاد التفاوض عليها بالطريقة التي فضلّها، قام بالدعوة لعقد الانتخابات العامة لعام 2019 في المملكة المتحدة في 12 ديسمبر 2019، مما أعطى حزب المحافظين أغلبية المقاعد وكانت 80 مقعدًا. غادرت المملكة المتحدة الاتحاد الأوروبي في الساعة 23:00 بتوقيت جرينتش يوم 31 يناير عام 2020.

## البريكست في الفنون المرئية
تشمل ردود الفنانين البصريين على خروج بريطانيا من الاتحاد الأوروبي لوحة جدارية رسمها في مايو 2017 فنان الجرافيتي المجهول بانكسي، بالقرب من ميناء العبارات في دوفر في جنوب إنجلترا. تُظهر الجدارية عاملًا يستخدم إزميلًا ليقتلع به إحدى النجوم على علم الاتحاد الأوروبي. في أغسطس عام 2019 اكتُشف أن الجدارية طُليت بالأبيض وغُطيت بالسقالات. 
في معرضه الفني لعام 2017 في معرض سربنتين في لندن، عرض الفنان غرايسون بيري سلسلة من فنون الخزف وقماش النجود وغيرها من الأعمال الفنية التي تتناول الانقسامات في بريطانيا خلال حملة خروج بريطانيا من الاتحاد الأوروبي وفي أعقابها. وشمل ذلك أواني خزفية كبيرة، أطلق عليها بيري اسم مزهريات البريكست، وعرضها موضوعة على قاعدة حجرية وتبعد إحداها عن الأخرى عشر أقدام. تصور المزهرية الأولى مشاهد تتضمن مواطنين بريطانيين موالين لأوروبا، وتصور الأخرى مشاهد تشمل مواطنين بريطانيين معادين لأوروبا. كانت هذه المشاهد مستمدة مما أسماه بيري «جولة البريكست في بريطانيا».
كُلّف الفنان كليمنس فيلهلم من قبل مؤسسة الفنون الاسكتلندية ديفيرون بروجكتس لإحياء ذكرى مغادرة المملكة المتحدة للاتحاد الأوروبي. تقرر زرع شجرة البريكست من الصفصاف الباكي في اليوم الذي غادرت فيه المملكة المتحدة الاتحاد الأوروبي باعتبارها «رمزًا للخسارة والشفاء». زُرعت سجرة البريكست في 31 يناير 2020 في احتفال تضمن مشاركة ريتشارد ديماركو وأليسون كينيدي. من المفترض صدور فيلم عن المشروع في يناير 2021.
كلفت صحيفة الغارديان أنيش كابور بصناعة قطعة فنية استجابةً للمناخ السياسي حول خروج بريطانيا من الاتحاد الأوروبي. كان عمل كابور، بعنوان «بريكست، بروكست، جميعنا سنسقط» عبارة عن صورة لبريطانيا مع «شرخ دموي يمتد من غلاسكو إلى الساحل الجنوبي».

## البريكست في الأفلام
في عام 2016، كتب المخرج التلفزيوني مارتن دوركين وأخرج فيلمًا وثائقيًا مدته 81 دقيقة بعنوان البريكست (فيلم) والذي أيد انسحاب المملكة المتحدة من الاتحاد الأوروبي. كان الفيلم من إنتاج شركة واغ تي في بميزانية قدرها 300 ألف جنيه إسترليني. حُصّلت تكاليف الإنتاج من خلال التمويل الجماعي عبر كيك ستارتر جنبًا إلى جنب مع مساهمة قدرها 50000 جنيه إسترليني من صندوق التحوط سبيتفاير كابيتال. في مايو 2016، عُرض الفيلم لأول مرة في ساحة ليستر، بحضور شخصيات بارزة مثل نايجل فاراج وديفيد ديفيس (الذي أصبح فيما بعد وزيرًا للخروج من الاتحاد الأوروبي). 
أصدر فيلم وثائقي عام 2018 بعنوان بطاقات بريدية من ال48% والذي وُصف على موقع الفيلم على أنه: «فيلم وثائقي أنتجه ويمثله أولئك ال48% الذين صوتوا على بقاء المملكة المتحدة في الاتحاد الأوروبي، لنُظهر للدول الأعضاء الـ 27 الأخرى في الاتحاد الأوروبي أنه كان أبعد ما يكون عن الفوز الساحق ولماذا نحارب من أجل البقاء ضمن الاتحاد الأوروبي». وصفته مراجعة على موقع ظلال على الحيطان بأنه «استكشاف شامل وواقعي للقضية ويتصارع مع الاستفتاء تداعياته وطريقة تقسيم التصويت التي خلقت شرخًا في المجتمع البريطاني».
أصدر فيلم دراما تلفزيوني مدته ساعتان من تأليف جيمس غراهام وإخراج توبي هاينز، بعنوان بريكست: الحرب غير الأهلية (ببساطة البريكست في الولايات المتحدة) في يناير 2019. وهو يصور الفترة التي سبقت استفتاء عام 2016 من خلال نشاطات الاستراتيجيين وراء حملة التصويت للمغادرة فوت ليف، والتي دفعت المملكة المتحدة إلى الخروج من الاتحاد الأوروبي. بُث على القناة الرابعة البريطانية في 7 يناير وعلى قناة إتش بي أو في الولايات المتحدة في 19 يناير. يؤدي بيندكت كامبرباتش دور دومينيك كامينغز، مدير الحملة الرسمية المخصصة لدعم خروج بريطانيا من الاتحاد الأوروبي المسماة فوت ليف (صوّت للمغادرة).

## البريكست في ألعاب الفيديو
كان البريكست في لعبة محاكاة تدريب كرة القدم فوتبول مانجر 2017 والإصدار اللاحق منها فوتبول مانجر 2018 حدثًا متضمنًا في اللعبة. هناك العديد من النتائج المحتملة التي تقررها الصدفة والتي تصور كلًا من البريكست السلس والبريكست القاسي. تتضمن عواقب البريكست القاسي، من بين أمور أخرى، أن يحتاج لاعبو كرة القدم في الاتحاد الأوروبي إلى تأشيرة عمل للعب في الفرق الإنجليزية. 
نت تونايت هي لعبة فيديو تقمص أدوار تجري أحداثها في تاريخ بديل ضمن فترة زمنية بعد فترة وجيزة من خروج بريطانيا من الاتحاد الأوروبي. يلعب اللاعب دور المهاجر المولود في أوروبا والذي يجب أن يعيش في ظل حكومة بريطانية يمينية متطرفة لتجنب الترحيل.
واتش دوغز: ليجن هي لعبة أكشن ومغامرات تدور أحداثها في لندن ما بعد خروج بريطانيا من الاتحاد الأوروبي، حيث أصبحت بريطانيا دولة مراقبة تحت قيادة ألبيون.
تدور أحداث بوكيمون سورد وشيلد في منطقة مستوحاة من المملكة المتحدة. عندما أعلن أن بعض البوكيمون التي كانت متاحة في الإصدارات السابقة لم تعد متاحة في هذا الإصدار، بدأ المعجبون بالاعتراض على القرار وأشاروا إليه باسم «ديكست».